# Shitaye Gemechu
Shitaye Gemechu (17 juni 1980) is een Ethiopische langeafstandsloopster, die is gespecialiseerd in de marathon. Ze bracht op 14 april 2002 het officieuze wereldrecord op de 30 km (onder 23 jaar) op 1:44.20.

## Loopbaan
Gemechu won driemaal de Rock 'n' Roll Arizona Marathon (2004, 2005, 2006). In Nederland geniet ze bekendheid vanwege het winnen van de marathon van Amsterdam in 2001 en de 20 van Alphen in 2002.
In 2009 werd ze voor twee jaar geschorst wegens het gebruik van erytropoëtine (EPO). Ze keerde in 2011 terug in de atletiek en behaalde een vierde plaats bij de marathon van Turijn. In 2012 liep ze ondanks een teenblessure de marathon van Hong Kong in 2:31.44. In juni 2013 werd ze tweede achter Ashu Kasim bij de marathon van Lanzhou.
Haar man Asnake Fekadu is eveneens een marathonloper.

## Persoonlijke records
| Onderdeel      | Prestatie | Datum             | Plaats              |
| -------------- | --------- | ----------------- | ------------------- |
| 10 km          | 32.28     | 6 september 2009  | Düsseldorf          |
| 20 km          | 1:06.55   | 10 maart 2002     | Alphen aan den Rijn |
| halve marathon | 1:10.37   | 27 september 2009 | Remich              |
| 25 km          | 1:24.47   | 10 oktober 2004   | Chicago             |
| 30 km          | 1:41.47   | 27 april 2003     | Hamburg             |
| marathon       | 2:26.10   | 6 april 2008      | Parijs              |

## Palmares

### 5 km
- 2013: 5e Hyde Park Blast in Cincinnati - 17.37
- 2015:  Sunburst in South Bend - 17.32

### 10 km
- 2009:  Kö-Lauf in Düsseldorf - 32.28
- 2013:  Azalea Trail Run in Mobile - 33.50
- 2014:  Vulcan Run in Birmingham - 35.54
- 2015:  Sunburst in South Bend - 37.55
- 2015: 5e Oktoberfest in Minster - 35.38,0

### 10 Eng. mijl
- 2013:  Papa John's - 58.03

### 20 km
- 2002:  20 van Alphen - 1:06.55
- 2003:  20 van Alphen - 1:07.49
- 2013: 5e Dam to Dam in Des Moines - 1:14.22

### halve marathon
- 2002:  halve marathon van Egmond - 1:13.36
- 2002: 24e WK in Brussel - 1:11.43
- 2003:  halve marathon van Ribarroja - 1:12.01
- 2003:  halve marathon van Okayama - 1:11.07
- 2005: 10e halve marathon van Philadelphia - 1:14.37
- 2006:  halve marathon van Strasbourg - 1:14.22
- 2007:  halve marathon van Zahlah - 1:18.25
- 2008:  halve marathon van Beiroet - 1:19.56
- 2013:  halve marathon van Knoxville - 1:17.39
- 2013:  halve marathon van Indianapolis - 1:14.23
- 2014:  halve marathon van Johannesburg - 1:22.31
- 2015: 4e halve marathon van Polokwane - 1:19.25

### marathon
- 2001:  marathon van Wenen - 2:34.02
- 2001: 7e WK in Edmonton - 2:28.40
- 2001:  marathon van Amsterdam - 2:28.40
- 2002: 10e marathon van Londen - 2:28.58
- 2002: 4e marathon van Berlijn - 2:26.15 (PR)
- 2003:  marathon van Hamburg - 2:27.46
- 2003: 10e WK in Parijs - 2:27.26
- 2004:  Rock 'n' Roll Arizona Marathon - 2:31.33
- 2004: 8e marathon van Nagano - 2:39.27
- 2004: 6e marathon van Chicago - 2:28.28
- 2005:  Rock 'n' Roll Arizona Marathon - 2:32.51
- 2005: 7e marathon van Boston - 2:33.51
- 2005: 22e WK in Helsinki - 2:34.01
- 2006:  Rock 'n' Roll Arizona Marathon - 2:31.44
- 2006:  marathon van Dubai - 2:45.34
- 2006: 5e marathon van San Diego - 2:36.53
- 2006: 7e marathon van Berlijn - 2:35.56
- 2007:  marathon van Treviso - 2:28.03
- 2007: 8e marathon van Istanboel - 2:38.32
- 2008: 7e marathon van Dubai - 2:30.20
- 2008: 4e marathon van Parijs - 2:26.10
- 2008: 7e marathon van Istanboel - 2:36.54
- 2009: 5e marathon van Tokio - 2:29.59
- 2011:  marathon van Rennes - 2:46.59
- 2011:  marathon van Toulouse - 2:37.24
- 2011: 4e marathon van Turijn - 2:30.55
- 2012:  marathon van Hongkong - 2:31.44
- 2012: 13e marathon van Chongqing - 2:33.08
- 2012:  marathon van Annecy - 2:40.55
- 2012:  marathon van Lanzhou - 2:39.32
- 2012:  marathon van Caen - 2:51.43
- 2012: 8e marathon van Singapore - 2:40.07
- 2013: 7e marathon van Hongkong - 2:33.34
- 2013:  marathon van Cividale - 2:43.41
- 2013:  marathon van Luxembourg - 2:43.33
- 2013:  marathon van Lanzhou - 2:44.12
- 2013: 7e marathon van Mexico City - 2:46.38
- 2013:  marathon van Wuzhong - 2:39.56
- 2013:  marathon van Toulouse - 2:39.37
- 2014:  marathon van Hong Kong - 2:35.18
- 2014:  marathon van Leiden - 2:48.41
- 2014: 13e marathon van Lanzhou - 2:54.51
- 2014: 10e marathon van Johannesburg - 2:45.48
- 2014:  marathon van Philadelphia - 2:42.37
- 2014: 4e marathon van La Rochelle - 2:41.08
- 2014:  marathon van Dallas - 2:46.46
- 2015: 5e marathon van Jacksonville Beach - 2:43.14
- 2015:  marathon van Aldert Falls - 2:47.10
- 2015: 5e marathon van Danzhou - 2:40.52

### 50 km
- 2014:  Old Mutual Two Oceans in Kaapstad - 3:18.31